# Campionati europei di ciclismo su pista 2022
I Campionati europei di ciclismo su pista 2022 si sono svolti a Monaco di Baviera, in Germania, dall'11 al 16 agosto 2022 all'interno della seconda edizione multisportiva dei Campionati europei.

## Programma

### Legenda
|   | Competizioni |
| F | Finale       |
| P | Pomeriggio   |
| S | Sera         |

| Data →                   | 11 | 11 | 12 | 12 | 13           | 13 | 14 | 14    | 15     | 15     | 16    | 16    |
| Evento ↓                 | P  | S  | P  | S  | P            | S  | P  | S     | P      | S      | P     | S     |
| ------------------------ | -- | -- | -- | -- | ------------ | -- | -- | ----- | ------ | ------ | ----- | ----- |
| Chilometro a cronometro  |    |    |    |    |              |    |    |       | Q      | F      |       |       |
| Keirin                   |    |    |    |    |              |    |    |       |        |        | R1, R | R2, F |
| Velocità                 |    |    |    |    | Q, 1/16, 1/8 | QF |    | SF, F |        |        |       |       |
| Velocità a squadre       |    | Q  | R1 | F  |              |    |    |       |        |        |       |       |
| Inseguimento individuale |    |    |    |    | Q            | F  |    |       |        |        |       |       |
| Inseguimento a squadre   |    | Q  | R1 | F  |              |    |    |       |        |        |       |       |
| Corsa a punti            |    |    | Q  | F  |              |    |    |       |        |        |       |       |
| Americana                |    |    |    |    |              |    |    |       |        |        | Q     | F     |
| Scratch                  |    |    |    |    | Q            | F  |    |       |        |        |       |       |
| Omnium                   |    |    |    |    |              |    |    |       | SC, TR | GE, CP |       |       |
| Corsa a eliminazione     |    |    |    |    |              |    | Q  | F     |        |        |       |       |

| Data →                   | 11 | 11 | 12 | 12 | 13 | 13 | 14     | 14 | 15     | 15     | 16    | 16    |
| Evento ↓                 | P  | S  | P  | S  | P  | S  | P      | S  | P      | S      | P     | S     |
| ------------------------ | -- | -- | -- | -- | -- | -- | ------ | -- | ------ | ------ | ----- | ----- |
| 500 metri a cronometro   |    |    |    |    | Q  | F  |        |    |        |        |       |       |
| Keirin                   |    |    |    |    |    |    |        |    |        |        | R1, R | R2, F |
| Velocità                 |    |    |    |    |    |    | Q, 1/8 | QF |        | SF, F  |       |       |
| Velocità a squadre       |    | Q  | R1 | F  |    |    |        |    |        |        |       |       |
| Inseguimento individuale |    |    |    |    | Q  | F  |        |    |        |        |       |       |
| Inseguimento a squadre   |    | Q  | R1 | F  |    |    |        |    |        |        |       |       |
| Corsa a punti            |    |    |    |    |    |    | Q      | F  |        |        |       |       |
| Americana                |    |    |    |    |    |    |        |    |        |        | Q     | F     |
| Scratch                  |    |    | Q  | F  |    |    |        |    |        |        |       |       |
| Omnium                   |    |    |    |    |    |    |        |    | SC, TR | GE, CP |       |       |
| Corsa a eliminazione     |    |    |    |    | Q  | F  |        |    |        |        |       |       |

## Medagliere
| Pos.   | Paese         | Oro | Argento | Bronzo | Totale |
| ------ | ------------- | --- | ------- | ------ | ------ |
| 1      | Germania      | 8   | 4       | 1      | 13     |
| 2      | Francia       | 6   | 5       | 4      | 15     |
| 3      | Italia        | 3   | 5       | 3      | 11     |
| 4      | Belgio        | 2   | 1       | 2      | 5      |
| 5      | Paesi Bassi   | 1   | 1       | 4      | 6      |
| 6      | Norvegia      | 1   | 0       | 0      | 1      |
| 6      | Portogallo    | 1   | 0       | 0      | 1      |
| 8      | Gran Bretagna | 0   | 3       | 2      | 5      |
| 9      | Polonia       | 0   | 1       | 3      | 4      |
| 10     | Danimarca     | 0   | 1       | 1      | 2      |
| 10     | Ucraina       | 0   | 1       | 1      | 2      |
| 12     | Spagna        | 0   | 0       | 1      | 1      |
| Totale | Totale        | 22  | 22      | 22     | 66     |

## Sommario degli eventi
| Eventi                            | Oro                                                                                    | Prestazione | Argento                                                                                      | Prestazione | Bronzo                                                                             | Prestazione |
| Uomini                            |                                                                                        |             |                                                                                              |             |                                                                                    |             |
| Chilometro a cronometro dettagli  | Melvin Landerneau Francia                                                              | 59.975      | Matteo Bianchi Italia                                                                        | 1:00.089    | Maximilian Dörnbach Germania                                                       | 1:00.225    |
| Keirin dettagli                   | Sébastien Vigier Francia                                                               |             | Maximilian Dörnbach Germania                                                                 |             | Melvin Landerneau Francia                                                          |             |
| Velocità dettagli                 | Sébastien Vigier Francia                                                               |             | Jack Carlin Gran Bretagna                                                                    |             | Rayan Helal Francia                                                                |             |
| Velocità a squadre dettagli       | Paesi Bassi Jeffrey Hoogland Harrie Lavreysen Roy van den Berg                         | 34.639      | Francia Timmy Gillion Rayan Helal Sébastien Vigier Melvin Landerneau                         | 35.516      | Gran Bretagna Jack Carlin Alistair Fielding Hamish Turnbull                        | 35.173      |
| Inseguimento individuale dettagli | Nicolas Heinrich Germania                                                              | 4:09.320    | Davide Plebani Italia                                                                        | 4:12.924    | Manlio Moro Italia                                                                 | 4:15.362    |
| Inseguimento a squadre dettagli   | Francia Thomas Denis Quentin Lafargue Valentin Tabellion Benjamin Thomas Thomas Boudat | 3:50.507    | Danimarca Carl-Frederik Bévort Tobias Hansen Rasmus Pedersen Robin Juel Skivild              | 3:51.692    | Gran Bretagna Rhys Britton Kian Emadi Charlie Tanfield Oliver Wood William Tidball | 3:54.373    |
| Corsa a punti dettagli            | Benjamin Thomas Francia                                                                | 135 punti   | Robbe Ghys Belgio                                                                            | 123 punti   | Vincent Hoppezak Paesi Bassi                                                       | 113 punti   |
| Americana dettagli                | Germania Roger Kluge Theo Reinhardt                                                    | 101 punti   | Francia Thomas Boudat Donavan Grondin                                                        | 91 punti    | Belgio Robbe Ghys Fabio Van Den Bossche                                            | 58 punti    |
| Scratch dettagli                  | Iúri Leitão Portogallo                                                                 |             | Moritz Malcharek Germania                                                                    |             | Roy Eefting Paesi Bassi                                                            |             |
| Omnium dettagli                   | Donavan Grondin Francia                                                                | 150 punti   | Simone Consonni Italia                                                                       | 148 punti   | Sebastián Mora Spagna                                                              | 146 punti   |
| Corsa a eliminazione dettagli     | Elia Viviani Italia                                                                    |             | Theo Reinhardt Germania                                                                      |             | Jules Hesters Belgio                                                               |             |
| Donne                             |                                                                                        |             |                                                                                              |             |                                                                                    |             |
| 500 metri a cronometro dettagli   | Emma Hinze Germania                                                                    | 32.668      | Olena Starikova Ucraina                                                                      | 33.403      | Miriam Vece Italia                                                                 | 33.434      |
| Keirin dettagli                   | Lea Friedrich Germania                                                                 |             | Urszula Łoś Polonia                                                                          |             | Olena Starikova Ucraina                                                            |             |
| Velocità dettagli                 | Emma Hinze Germania                                                                    |             | Mathilde Gros Francia                                                                        |             | Laurine van Riessen Paesi Bassi                                                    |             |
| Velocità a squadre dettagli       | Germania Lea Friedrich Pauline Grabosch Emma Hinze                                     | 38.061      | Paesi Bassi Shanne Braspennincx Kyra Lamberink Hetty van de Wouw Steffie van der Peet        | 38.304      | Polonia Marlena Karwacka Urszula Łoś Nikola Sibiak                                 | 39.164      |
| Inseguimento individuale dettagli | Mieke Kröger Germania                                                                  | 3:22.469    | Lisa Brennauer Germania                                                                      | 3:23.566    | Vittoria Guazzini Italia                                                           | 3:24.813    |
| Inseguimento a squadre dettagli   | Germania Franziska Brauße Lisa Brennauer Lisa Klein Mieke Kröger                       | 4:10.872    | Italia Rachele Barbieri Vittoria Guazzini Letizia Paternoster Silvia Zanardi Martina Fidanza | 4:11.571    | Francia Victoire Berteau Marion Borras Clara Copponi Valentine Fortin              |             |
| Corsa a punti dettagli            | Lotte Kopecky Belgio                                                                   | 85 punti    | Silvia Zanardi Italia                                                                        | 53 punti    | Victoire Berteau Francia                                                           | 47 punti    |
| Americana dettagli                | Italia Silvia Zanardi Rachele Barbieri                                                 | 41 punti    | Francia Clara Copponi Marion Borras                                                          | 40 punti    | Danimarca Amalie Dideriksen Julie Leth                                             | 38 punti    |
| Scratch dettagli                  | Anita Stenberg Norvegia                                                                |             | Jessica Roberts Gran Bretagna                                                                |             | Nikola Wielowska Polonia                                                           |             |
| Omnium dettagli                   | Rachele Barbieri Italia                                                                | 174 punti   | Clara Copponi Francia                                                                        | 171 punti   | Daria Pikulik Polonia                                                              | 167 punti   |
| Corsa a eliminazione dettagli     | Lotte Kopecky Belgio                                                                   |             | Pfeiffer Georgi Gran Bretagna                                                                |             | Mylène de Zoete Paesi Bassi                                                        |             |